# North American F-86 Sabre
Ne zamenjati z nočnim lovcem: North American F-86D Sabre ''Dog''.
North American F-86A/B/C/E/F/H/J Sabre (angleško Sablja) imenovan tudi Sabrejet (kodno ime JRV: L-11) je transonično reaktivno vojaško lovsko letalo, dnevni lovec. Leta 1948 16 septembra je F-86A-3 Sabre postavil svetovni hitrostni rekord v horizontalnem letu 671 mph oz.1079.6 km/h (582,9 kts), letalo je lahko prebilo zvočni zid v vertikalnem spuščanju proti zemlji na polnem plinu iz velike višine, ni pa imel dodatnega zgorevanja - afterburner, ki ga je imel modernejši naslednik vse vremenski nočni lovec: F-86D Sabre Dog, ki je podrl rekord F-86E in postavil dva nova hitrostna rekorda. F-86 je bilo prvo letalo s katapultnim sedežem. Sabre je glavni ameriški lovec korejske vojne sestrelil je 792 njegovih sovjetskih konkurentov MiG-15 pri izgubi 76 letal Sabre. Vojaški zgodovinarji so izračunali, da je imel Sabre razmerje zmag 14:1 kar pomeni, da so izgubili enega Sabre na 14 sestreljenih sovražnikovih let, kar je številka, ki je ni potolkel nobeden kasnejši lovec. Sabre je bil dobro vodljiv, v primerjavi z Mig-15 pa hitrejši, a manj okreten. 
Jugoslovanske zračne sile so imele v uporabi 121 letal F-86E dnevnih lovcev v obdobju 1956-1971 in 130 sodobnejših večjih nočnih vse vremenskih lovcev in izvidnikov F-86D v obdobju 1961-1974, dnevni lovci F-86E so bili bazirani tudi na letališču Cerklje ob Krki. 

## Zasnova in razvoj
Letalo so začeli načrtovati leta 1944, vendar so ga prvič izdelali šele po 2. svetovni vojni. V letalu so uporabili veliko nemških konstrukcijskih izvedb njihovih reaktivnih letal. Letalsko podjetje North American Aviation (NAA) je prejelo naročilo za prvih 33. letal, tedaj označenih še P-86A 20. novembra 1946, še preden je poletel prvi prototip. Prvi prototip XP-86 je potem poletel 1. oktobra 1947 in je imel že močnejše motorje od načrtovanih letal. Prvo serijsko letalo P-86A-1-NA (47-605) je poletelo 20. maja 1948. Letalstvo je sprejelo prvi dve serijski letali 28. maja 1948. Junija 1948 so letalo P-86 preimenovali v F-86, ko so namesto črke P (za zasledovalna letala; Pursuit) začeli uporabljati črko F za lovska letala.
Serijska letala so začeli dostavljati decembra 1948. Prvo enoto, 1. lovsko skupino v Letalskem oporišču March v Kaliforniji, so popolnoma opremili do marca 1949.

## Dosežki

### Mirnodobni dosežki
S tem letalom so dosegli tri moške absolutne hitrostne rekorde.
15. septembra 1948 je preizkusni pilot Vojnega letalstva ZDA major Richard L. »Dick« Johnson (1917–2002) z letalom F-86A-1-NA (47-611) s preskusno oborožitvijo nad suhim jezerom Muroc (kasneje preimenovanim v znano Letalsko oporišče Edwards) dosegel takratni hitrostni rekord 1079,599 km/h.
19. novembra 1952 je preizkusni pilot Vojnega letalstva ZDA stotnik James Slade Nash s težjim letalom F-86D-20-NA (51-2945) nad jezerom Salton v južni Kaliforniji dosegel povprečno hitrost 1124,136 km/h.
18. maja 1953 je s kanadskim F-86 in s pomočjo zasledovalnega poleta majorja »Chucka« Yeagra Jackie Cochran kot prva ženska presegla hitrost zvoka. Istega dne je dosegla ženski absolutni hitrostni rekord 1049,835 km/h.
Zadnji absolutni hitrostni rekord 1151,883 km/h s tem letalom in prvi nad 700 milj/h je dosegel podpolkovnik William F. Barnes 16. julija 1953 na enakem poletu kot Nash z letalom F-86D-35-NA (51-6145). Večjo hitrost mu je omogočila višja temperatura ozračja in dodatna keramična podloga okrog izpušne šobe.

### Vojaški dosežki
V bojne enote so letalo vpeljali leta 1949 in je bilo glavno reaktivni lovsko letalo Vojnega letalstva ZDA med vojno v Koreji. Velikokrat je posegel v boj proti boljšim sovjetskim letalom MiG 15. Boljše ameriško usposabljanje pilotov od korejskega in kitajskega je vodilo do nekaterih ameriških uspehov v zračni bitki. Na drugi strani sovjetski piloti zaradi strahu pred ujetništvom niso sodelovali v bojih. Praktično Sovjetska zveza ni bila vpletena v korejsko vojno in si ni mogla privoščiti zajetih pilotov. V vojni so ameriški piloti F-86 sestrelili 792 letal MiG-15 in izgubili 76 svojih letal. F-86 je bilo prvo ameriško letalo, ki je imelo serijsko vgrajeno katapultni sedež T-4E-1. 
Letalo so licenčno izdelovale družbe Commonwealth Aircraft Corporation v Avstraliji, kjer so vgrajevali motorje Rolls Royce Avon, Canadair v Kanadi, Mitsubishi in Societa' per Avioni Fiat v Italiji.
Izdelali so vsega skupaj približno 9502 letal. Veliko letal še vedno vzdržujejo zasebni lastniki. Izdelali so tudi 2504 prestreznih izpeljank F-86D in 475 lovsko-bombniških izpeljank F-86H ter še nekaj drugih izpeljank.
Leta 1961 je Jugoslovansko vojno letalstvo prejelo 130 letal F-86D, izdelanih po licenci NAA v družbi Fiat, in 78 letal F-86E. Služila so vse do leta 1980, nekatera med njimi tudi v Sloveniji.

## Izpeljanke in proizvodne serije
| izpeljanka/ proizv. serija         | št. izd. letal | opombe                                                             | serijske številke VL ZDA                                                            |
| ---------------------------------- | -------------- | ------------------------------------------------------------------ | ----------------------------------------------------------------------------------- |
| izpeljanke lovskih letal           |                |                                                                    |                                                                                     |
| XF-86                              | 3              | Prototip dnevnega lovca                                            | 45-59597/45-59599                                                                   |
| P-86A-1-NA F-86A-1-NA              | 33             | Prva izdelavna izpeljanka                                          | 47-605/47-637                                                                       |
| F-86A-5-NA                         | 521            | Prvih 188 naročenih kot P-86B/F-86B                                | 48-129/48-316; 49-1007/49-1339                                                      |
| F-86B                              | 0              |                                                                    |                                                                                     |
| F-86C                              | 2              | YF-93A                                                             | 48-317; 48-318                                                                      |
| F-86E-1-NA                         | 60             | Izboljšava F-86A                                                   | 50-579/50-638                                                                       |
| F-86E-5-NA                         | 51             |                                                                    | 50-639/50-689                                                                       |
| F-86E-10-NA                        | 132            |                                                                    | 51-2718/51-2849                                                                     |
| F-86E-15-NA                        | 93             |                                                                    | 51-12977/51-13069                                                                   |
| F-86E-6-CAN                        | 120            |                                                                    | 52-2833/52-2892; 52-10177/52-10236                                                  |
|                                    |                |                                                                    |                                                                                     |
| F-86F-1-NA                         | 78             | Izboljšava F-86E                                                   | 51-2850/51-2927                                                                     |
| F-86F-5-NA                         | 16             |                                                                    | 51-2928/51-2943                                                                     |
| F-86F-10-NA                        | 34             |                                                                    | 51-12936/51-12969                                                                   |
| F-86F-15-NA                        | 7              |                                                                    | 51-12970/51-12976                                                                   |
| F-86F-30-NA                        | 859            |                                                                    | 52-4305/52-5163                                                                     |
| F-86F-35-NA                        | 265            |                                                                    | 52-5164/52-5271; 53-1072/53-1228                                                    |
| F-86F-40-NA                        | 580            |                                                                    | 55-3816/55-4030; 55-4983/55-5047; 55-5048/55-5117; 56-2773/56-2882; 57-6338/57-6457 |
|                                    |                |                                                                    |                                                                                     |
| F-86F-20-NH                        | 100            | Izboljšava F-86E                                                   | 51-13070/51-13169                                                                   |
| F-86F-25-NH                        | 600            |                                                                    | 51-13170/51-13510; 52-5272/52-5530                                                  |
|                                    |                |                                                                    |                                                                                     |
| TF-86F                             | 2              | Dvosedežno vadbeno letalo, predelano iz F-86F-30-NA in F-86F-35-NA | 52-5016; 53-1228                                                                    |
| izpeljanke prestreznih letal       |                |                                                                    |                                                                                     |
| YF-86D-NA                          | 2              | Prototip prestreznega letala                                       | 50-577; 50-578                                                                      |
| F-86D-1-NA                         | 37             | Prva izdelavna izpeljanka                                          | 50-455/50-491                                                                       |
| F-86D-5-NA                         | 26             |                                                                    | 50-492/50-517                                                                       |
| F-86D-10-NA                        | 36             |                                                                    | 50-518/50-553                                                                       |
| F-86D-15-NA                        | 54             |                                                                    | 50-554/50-576; 50-704/50-734                                                        |
| F-86D-20-NA                        | 188            |                                                                    | 51-2944/51-3131                                                                     |
| F-86D-25-NA                        | 88             |                                                                    | 51-5857/51-5944                                                                     |
| F-86D-30-NA                        | 200            |                                                                    | 51-5945/51-6144                                                                     |
| F-86D-35-NA                        | 350            |                                                                    | 51-6145/51-6262; 51-8274/51-8505                                                    |
| F-86D-40-NA                        | 300            |                                                                    | 52-3598/52-3897                                                                     |
| F-86D-45-NA                        | 300            |                                                                    | 52-3898/52-4197                                                                     |
| F-86D-50-NA                        | 301            |                                                                    | 52-4198/52-4304; 52-9983/52-10176                                                   |
| F-86D-55-NA                        | 225            |                                                                    | 53-557/53-781                                                                       |
| F-86D-60-NA                        | 399            |                                                                    | 53-782/53-1071; 53-3675/53-3710 53-4018/53-4090                                     |
|                                    |                |                                                                    |                                                                                     |
| YF-86K-NA                          | 2              | Izboljšava F-86D, predelava iz F-86D-40-NA                         | 52-3630; 52-3804                                                                    |
| F-86K-NA                           | 221            |                                                                    | 53-8273/53-8322; 55-4811/55-4936; 56-4116/56-4160                                   |
| F-86K-13-NA                        | 2              |                                                                    | 54-1231; 54-1232                                                                    |
| F-86K-14-NA                        | 6              |                                                                    | 54-1233/54-1238                                                                     |
| F-86K-15-NA                        | 12             |                                                                    | 54-1239/54-1250                                                                     |
| F-86K-17-NA                        | 25             |                                                                    | 54-1251/54-1275                                                                     |
| F-86K-18-NA                        | 25             |                                                                    | 54-1276/54-1300                                                                     |
| F-86K-19-NA                        | 50             |                                                                    | 54-1301/54-1350                                                                     |
|                                    |                |                                                                    |                                                                                     |
| F-86L                              | 800            | Izboljšava/predelava F-86D                                         |                                                                                     |
| izpeljanke lovsko-bombniških letal |                |                                                                    |                                                                                     |
| YF-86H-1-NA                        | 2              | Predelava F-86F                                                    | 52-1975; 52-1976                                                                    |
| YF-86H-5-NA                        | 35             |                                                                    | 52-2090/52-2124                                                                     |
| F-86H-1-NA                         | 113            | Predelava F-86F                                                    | 52-1977/52-2089                                                                     |
| F-86H-5-NA                         | 25             |                                                                    | 52-5729/52-5753                                                                     |
| F-86H-10-NA                        | 300            |                                                                    | 53-1229/53-1528                                                                     |
|                                    |                |                                                                    |                                                                                     |

## Uporabniki
| Argentina           | Vojno letalstvo Argentine (Fuerza Aérea Argentina)                               |
| Avstralija          | Avstralsko kraljevo vojno letalstvo (Royal Australian Air Force)                 |
| Bangladeš           | Vojno letalstvo Bangladeša (Bangladesh Biman Bahini)                             |
| Bolivija            | Vojno letalstvo Bolivije (Fuerza Aérea Boliviana)                                |
| Burma               |                                                                                  |
| Kanada              | Kanadsko kraljevo vojno letalstvo (Royal Canadian Air Force)                     |
| Kolumbija           | Vojno letalstvo Kolumbije (Fuerza Aérea Colombiana)                              |
| Danska              | Dansko kraljevo vojno letalstvo (Flyvevåbnet)                                    |
| Etiopija            | Vojno letalstvo Etiopije                                                         |
| Francija            | Vojno letalstvo Francije (Armée de l'Air)                                        |
| Nemčija             | Luftwaffe                                                                        |
| Grčija              | Vojno letalstvo Grčije (Πολεμική Αεροπορία)                                      |
| Honduras            | Vojno letalstvo Hondurasa (Fuerza Aérea Hondureña)                               |
| Indonezija          | Vojno letalstvo Indonezije                                                       |
| Iran                | Iransko imperialno vojno letalstvo                                               |
| Irak                | Vojno letalstvo Iraka                                                            |
| Italija             | Vojno letalstvo Italije (Aeronautica Militare)                                   |
| Japonska            | Samoobrambno vojno letalstvo Japonske (Kōkū Jieitai)                             |
| Jugoslavija         | Vojno letalstvo in protizračna obramba SFRJ (RV i PVO SFRJ)                      |
| Malezija            | Malezijsko kraljevo vojno letalstvo (Tentera Udara DiRaja Malaysia)              |
| Nizozemska          | Nizozemsko kraljevo vojno letalstvo (Koninklijke Luchtmacht)                     |
| Norveška            | Norveško kraljevo vojno letalstvo (Luftforsvaret)                                |
| Pakistan            | Vojno letalstvo Pakistana (Pak Faza'ya)                                          |
| Peru                | Vojno letalstvo Peruja (Fuerza Aérea del Perú)                                   |
| Filipini            | Vojno letalstvo Filipinov (Hukbong Himpapawid ng Pilipinas)                      |
| Portugalska         | Vojno letalstvo Portugalske (Força Aérea Portuguesa)                             |
| Republika Kitajska  | Vojno letalsko Republike Kitajske (Zhōnghuá Mínguó Kōngjūn)                      |
| Saudova Arabija     | Saudovo kraljevo vojno letalstvo (Al Quwwat al Jawwiya al Malakhiah as Sa'udiya) |
| Južna Afrika        | Vojno letalstvo Južne Afrike (Suid-Afrikaanse Lugmag)                            |
| Južna Koreja        | Vojno letalstvo Republike Koreje                                                 |
| Španija             | Vojno letalstvo Španije (Ejército del Aire)                                      |
| Tajska              | Tajsko kraljevo vojno letalstvo (Kong Thab Akat Thai)                            |
| Tunizija            | Vojno letalstvo Tunizije (Al Quwwat al-Jawwiya al-Jamahiriyah At'Tunisia)        |
| Turčija             | Vojno letalstvo Turčije (Türk Hava Kuvvetleri)                                   |
| Združeno kraljestvo | Kraljevo vojno letalstvo (Royal Air Force)                                       |
| ZDA                 | Vojno letalstvo ZDA (US Air Force)                                               |
| Venezuela           | Vojno letalstvo Venezuele (Fuerza Aérea Venezolana)                              |

## Piloti F-86
| pilot                               | čin, služba, enota                                                         | Σ pol. | opombe                                    |
| ----------------------------------- | -------------------------------------------------------------------------- | ------ | ----------------------------------------- |
| ZDA                                 |                                                                            |        |                                           |
| Rudolf Anderson mlajši              | major, vojaški pilot, 4028 SRS USAF                                        |        |                                           |
| Royal Newman Baker                  | polkovnik, vojaški pilot, pov. skup. 4 FIW USAF                            | 540    | 13 zmag, letalski as                      |
| Frederick »Boots« Blesse            | generalmajor, 4 FIW USAF                                                   |        | 10 zmag, znani pisec del o zračni taktiki |
| George Andrew Davis mlajši          | major, vojaški pilot, 4 FIW USAF                                           |        | 14 zmag, letalski as                      |
| Francis Thomas Evans mlajši         | stotnik, vojaški pilot, USAF                                               |        |                                           |
| Manuel John »Pete« Fernandez        | stotnik, vojaški pilot                                                     |        | 14.50 zmag, letalski as                   |
| Francis Stanley »Gabby« Gabreski    | polkovnik, vojaški pilot                                                   |        | 6.5 zmag (v tem letalu), letalski as      |
| Ralph »Hoot« Duane Gibson           | polkovnik, vojaški pilot, 4 FIW USAF                                       |        | 5 zmag, letalski as                       |
| John Herschel Glenn mlajši          | major, vojaški in preskusni pilot, Nasin astronavt,                        |        | 3 zmage (»Mig Mad Marine« 52-4584)        |
| Virgil Ivan »Gus« Grissom           | polkovnik, vojaški in preskusni pilot, Nasin astronavt, 334 FIS/4 FIW USAF |        | 100 bojnih poletov                        |
| James Jabara                        | polkovnik, vojaški pilot                                                   |        | 15 zmag, letalski as                      |
| Iven Carl »Kinch« Kincheloe mlajši  | stotnik, vojaški in preskusni pilot                                        |        | 5 zmag (»Ivan«), letalski as              |
| Gene Kranz                          | podporočnik, vojaški pilot, vodja poletov pri Nasi                         |        |                                           |
| Walker Melville »Bud« Mahurin       | polkovnik, vojaški pilot, 25 FIS/51 FIW USAF                               |        | 3 zmage, letalski as                      |
| Howard Thomas Markey                | generalmajor, vojaški pilot, pravnik                                       |        |                                           |
| Joseph Christopher McConnell mlajši | stotnik, vojaški in preskusni pilot                                        |        | 16 zmag, letalski as                      |
| John Charles Meyer                  | general, vojaški pilot, pov. skup. 4 FIW USAF                              |        | 2 zmagi, letalski as                      |
| James Robinson »Robbie« Risner      | brigadni general, vojaški pilot, 4 FIW USAF                                |        | 8 zmag, vojni ujetnik                     |
| James Salter                        | stotnik, vojaški pilot, pisatelj, 335 FIS/4 FIW USAF                       |        | več kot 100 bojnih poletov, 1 zmaga       |
| Harrison Reed Thyng                 | polkovnik, vojaški pilot, poveljnik 335 FIS/4 FIW USAF                     |        | 5 zmag, letalski as                       |
| George Welch                        | vojaški in preskusni pilot                                                 |        | letalski as                               |
| Filipini                            |                                                                            |        |                                           |
| Antonio »Tony« Marfori Bautista     | polkovnik, vojaški pilot                                                   |        |                                           |
| Kanada                              |                                                                            |        |                                           |
| Jacqueline Cochran                  |                                                                            |        |                                           |
| Andy Mackenzie                      |                                                                            |        | letalski as                               |
| Pakistan                            |                                                                            |        |                                           |
| Mohamed Mahmud Alam                 | OF-6, vojaški pilot                                                        |        | letalski as                               |
| Cecil Čaudhri                       |                                                                            |        |                                           |
| Valid Ehsanul Karim                 |                                                                            |        |                                           |
| Mervyn Leslie Middlecoat            | OF-4, vojaški pilot                                                        |        |                                           |
| Władysław Turowicz                  | OF-6, vojaški pilot in znanstvenik, letalski inženir                       |        |                                           |
| SFRJ                                |                                                                            |        |                                           |
| Nikola Lekić                        | polkovnik, vojaški pilot, poveljnik 44. VPD RV PVO                         |        |                                           |

## Specifikacije (F-86)
Splošne karakteristike
- Posadka: 1
- Dolžina: 37 ft 1 in (11.30 m)
- Razpon kril: 39 ft 1 in (11.91 m)
- Višina: 14 ft 1 in (4.29 m)
- Aeroprofil: NACA 0009-64 mod (koren krila)  NACA 0008.1-64 mod. (konica krila)
- Teža praznega letala: 11,125 lb (5,046 kg)
- Naložena teža: 15,198 lb (6,894 kg)
- Maks. vzletna teža: 18,152 lb (8,234 kg)

 Zmogljivost 
- Neprekoračljiva hitrost: 1.02 Mach v vertikalnem spuščanju in poln plin (589 kts, 1091 km/h)
- Potovalna hitrost: 0.89 Mach (519kts, 961km/h)
- Hitrost porušitve vzgona: 108 kts (200km/h)
- Doseg: 1325 NM (2454 km)
- Bojni radij: 360 NM (666 km)
- Višina leta: 49 600 ft (15 100 m)
- Hitrost vzpenjanja: 9 000 ft/min (46 m/s)Oborožitev

Letalska elektronika

AN/APG-30 Radar